# Mein Jahr in der Provence
Mein Jahr in der Provence („A year in Provence“) ist ein von Peter Mayle geschriebener Reisebericht, der 1989 veröffentlicht wurde, seit 1992 in deutscher Übersetzung vorliegt, und autobiographische Elemente beinhaltet. 
Er handelt von Peter Mayle und seiner Frau, die Anfang der 1980er Jahre ein Jahr ihres Lebens beschreiben, das sie in der Provence verbracht haben. Der Leser bekommt Einblick in das tägliche Leben und die Herausforderungen, die sie bewältigen müssen. Mayles Werk war ein großer Erfolg und wurde weltweit in über 17 Sprachen übersetzt. Darüber hinaus wird das Buch neben seinen Nachfolgern auch als Musterbeispiel einer literarischen Initialzündung transkultureller Genusssteigerung im Zuge der Erschließung Globaler Märkte angesehen, die die Esskultur des Vereinigten Königreichs maßgeblich beeinflusse und die kulturelle Identität zumindest bei den im Ausland lebenden Briten wandeln könne.

Lage der historischen Provence innerhalb Frankreichs

Die moderne Region Provence-Alpes-Côte d’Azur im Südosten Frankreichs

## Struktur und Inhalt
Statt in Kapitel ist das Buch in Monate unterteilt, die das Jahr der Mayles in der Provence erzählen.

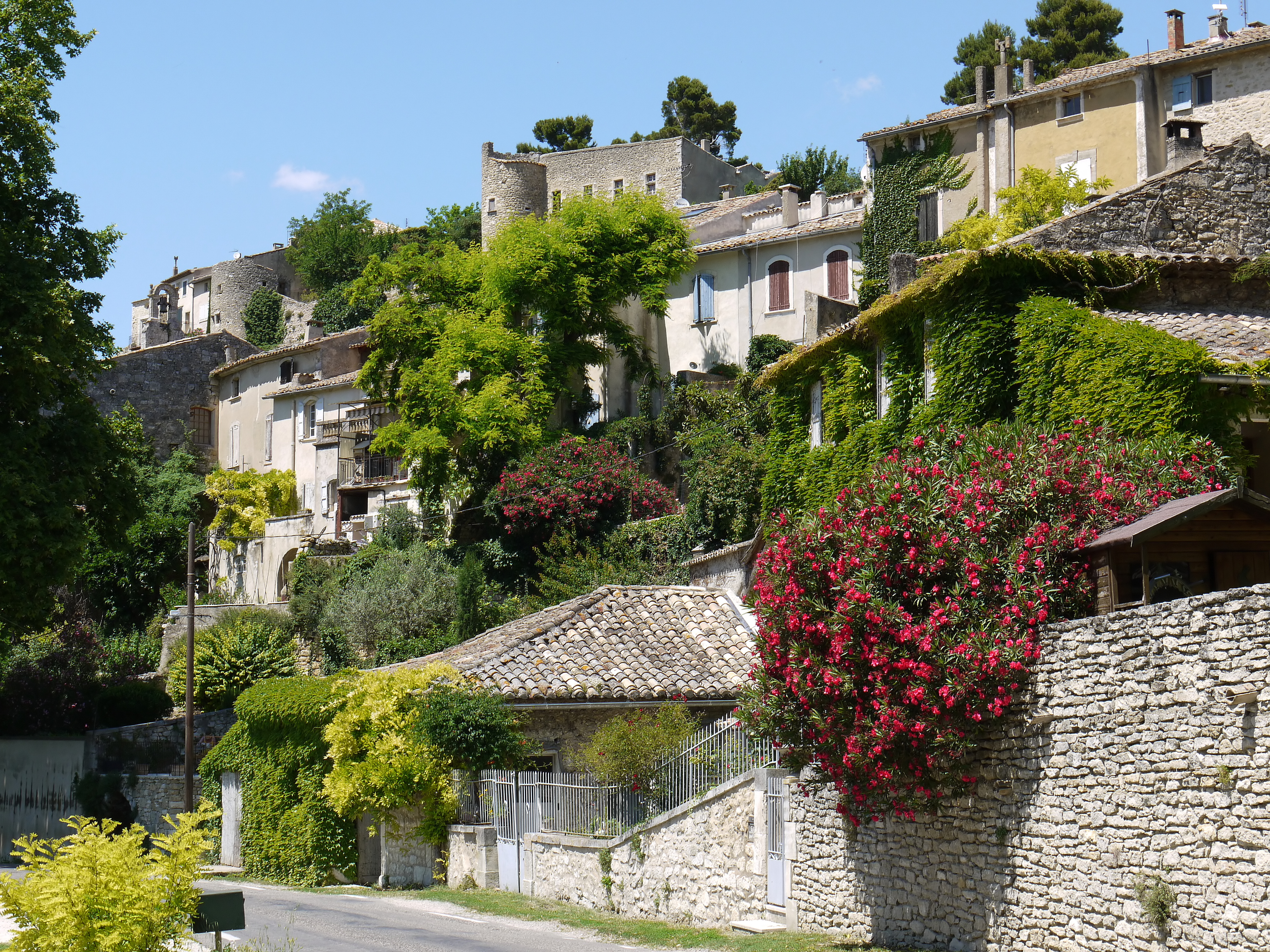
Ménerbes

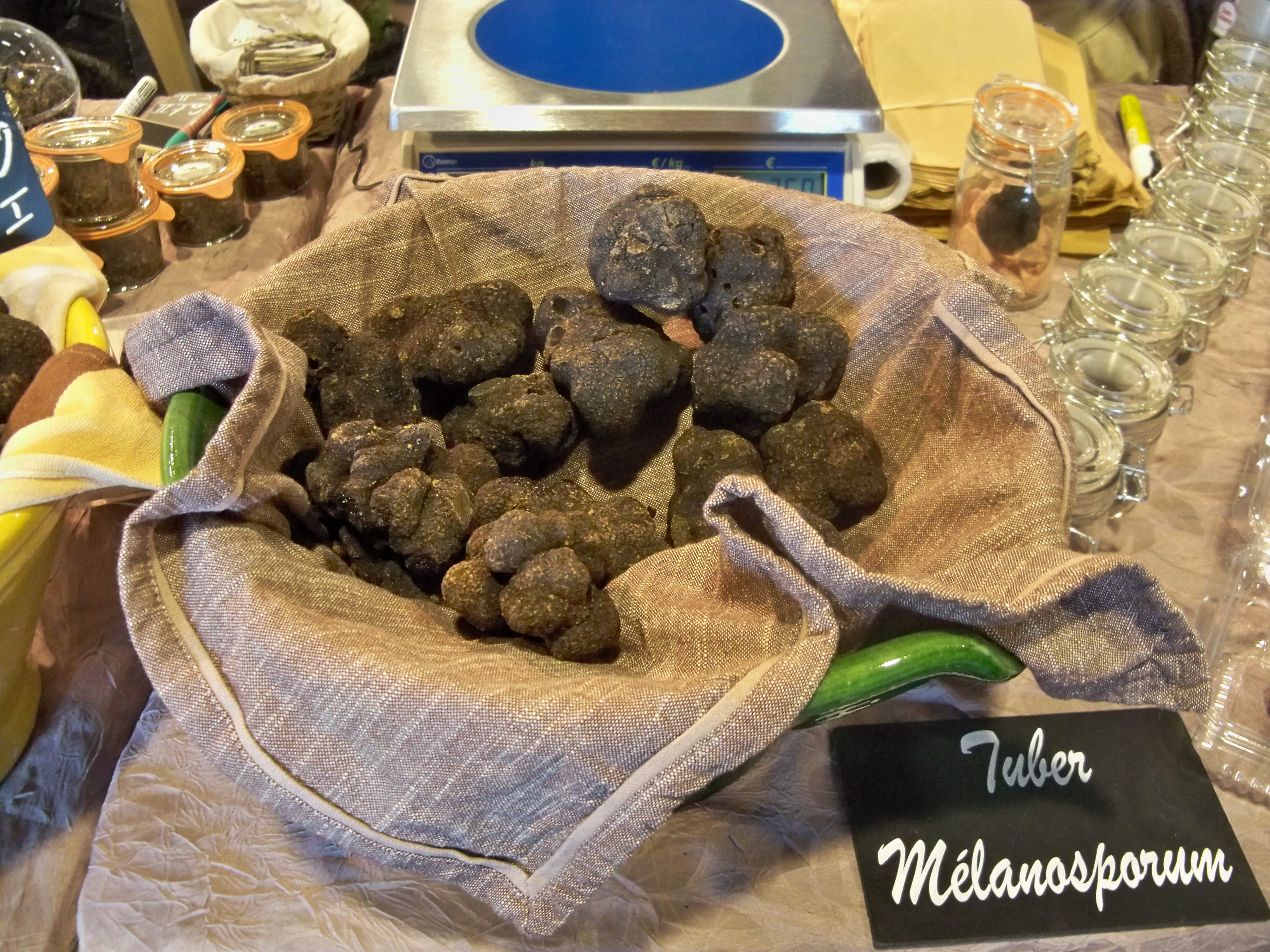
Trüffel

### Januar
Die Mayles bauen sich in der Provence ein neues Leben auf. Sie kaufen sich im Dorf Ménerbes ein Haus und treffen auf die ersten Handwerker, die ihnen bei der Renovierung ihres Hauses helfen. Sie lernen viel über die Sprache und die Landwirtschaft in der Provence und meistern ihren ersten Behördengang in Frankreich.

### Februar
Peter Mayle und seine Frau müssen sich an die rauen, ungewohnten Wetterbedingungen gewöhnen. Die Arbeiten an ihrem Haus gehen nur schleppend voran. Sie treffen sich mit ihrem Architekten und mit ihren neuen Handwerkern und geben sich den örtlichen kulinarischen Spezialitäten hin.

### März
Die Mayles machen Bekanntschaft mit dem exzentrischen Monsieur Massot. Außerdem werden sie in die Welt der Trüffel eingeführt. Ende März erhalten sie einen anonymen Anruf.

### April
Es stellt sich heraus, dass der unbekannte Anrufer Tony, ein Geschäftsmann aus London, ist. Dieser ist an Grundstücken in der Provence interessiert und braucht Mayles Hilfe, da er kaum Französisch spricht und versteht. Mayle begleitet ihn zu einem Makler, schämt sich dort jedoch für Tonys arrogantes Verhalten.

### Mai
Der Monat beginnt mit einer Fahrradtour. Auch die Arbeiten am Haus dauern noch an. Die Mayles machen die Bekanntschaft mit australischen Studenten, die auf Feldern arbeiten und Kirschen pflücken und, im Gegensatz zu den Mayles, einen negativen Eindruck von der Provence haben. Sie empfangen ihre ersten Gäste und erkennen, dass sie von jetzt an keine Touristen mehr sind.

### Juni
In Cavaillon findet ein Akkordeonwettbewerb statt. Die Mayles beobachten in einem Café das Verhalten typischer französischer Studenten, worüber sie sich köstlich amüsieren. Außerdem treffen sie zufällig auf ein flüchtig bekanntes Ehepaar aus London. Sie laden die beiden, Ted und Susan, zu sich nach Hause ein. Susan hat Probleme mit dem Essen und dem Klima in der Provence. Die Mayles sind froh darüber, dass sie besser mit den Lebensumständen in der Provence zurechtkommen.

### Juli

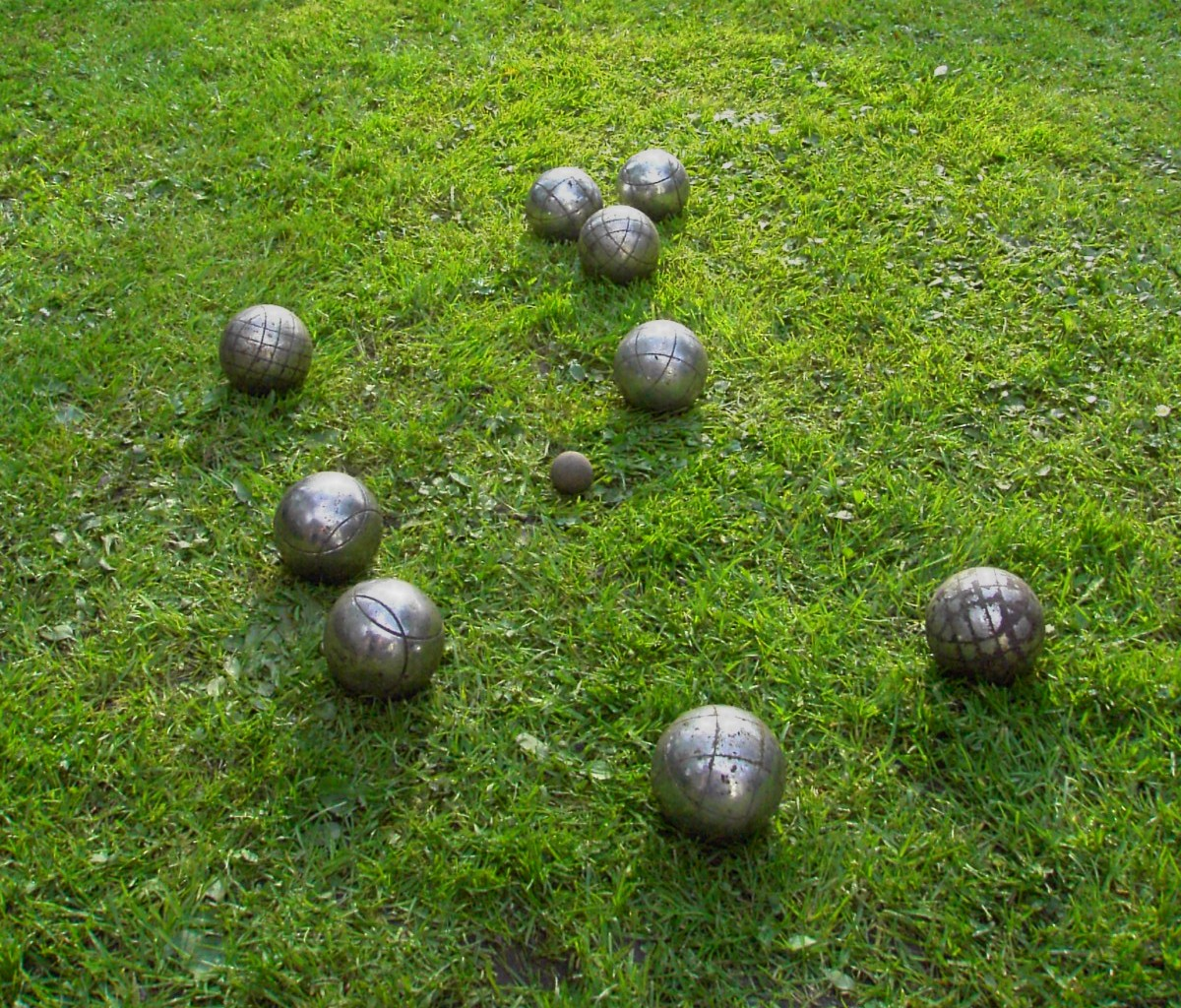
Boule-Kugeln

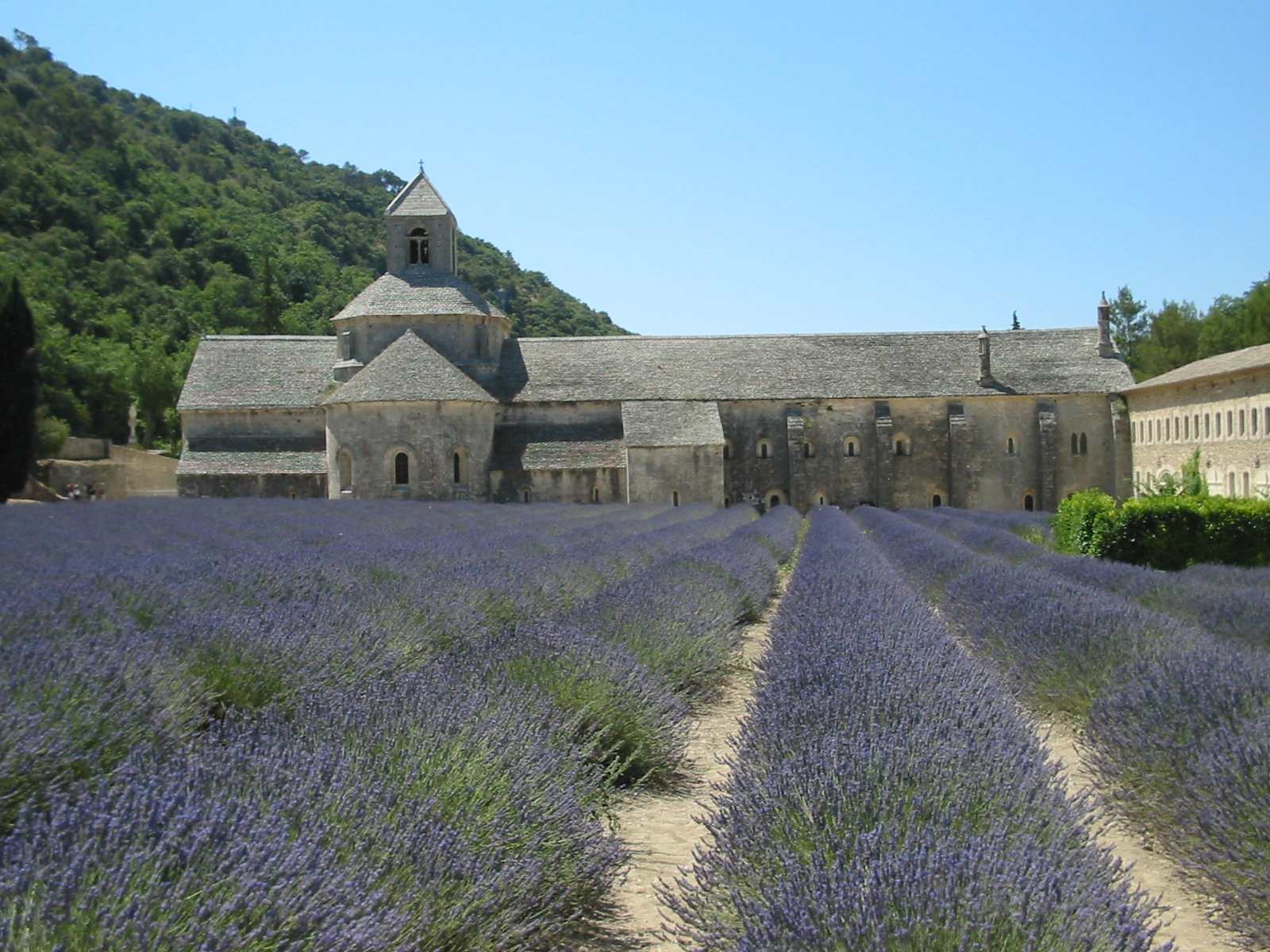
Abtei von Sénanque und Lavendelfeld im Département Vaucluse

Mayle zählt verschiedene stereotype Bilder von Belgiern, Franzosen, Schweizern, Engländern und Deutschen auf. Zudem erhält das Ehepaar Mayle Besuch von ihrem guten alten Freund Benett, der als leicht chaotisch und ungeschickt beschrieben wird. Sie leben sich immer mehr in die französische Kultur ein und lernen u. a. das für das Land typische Boule-Spiel kennen.

### August

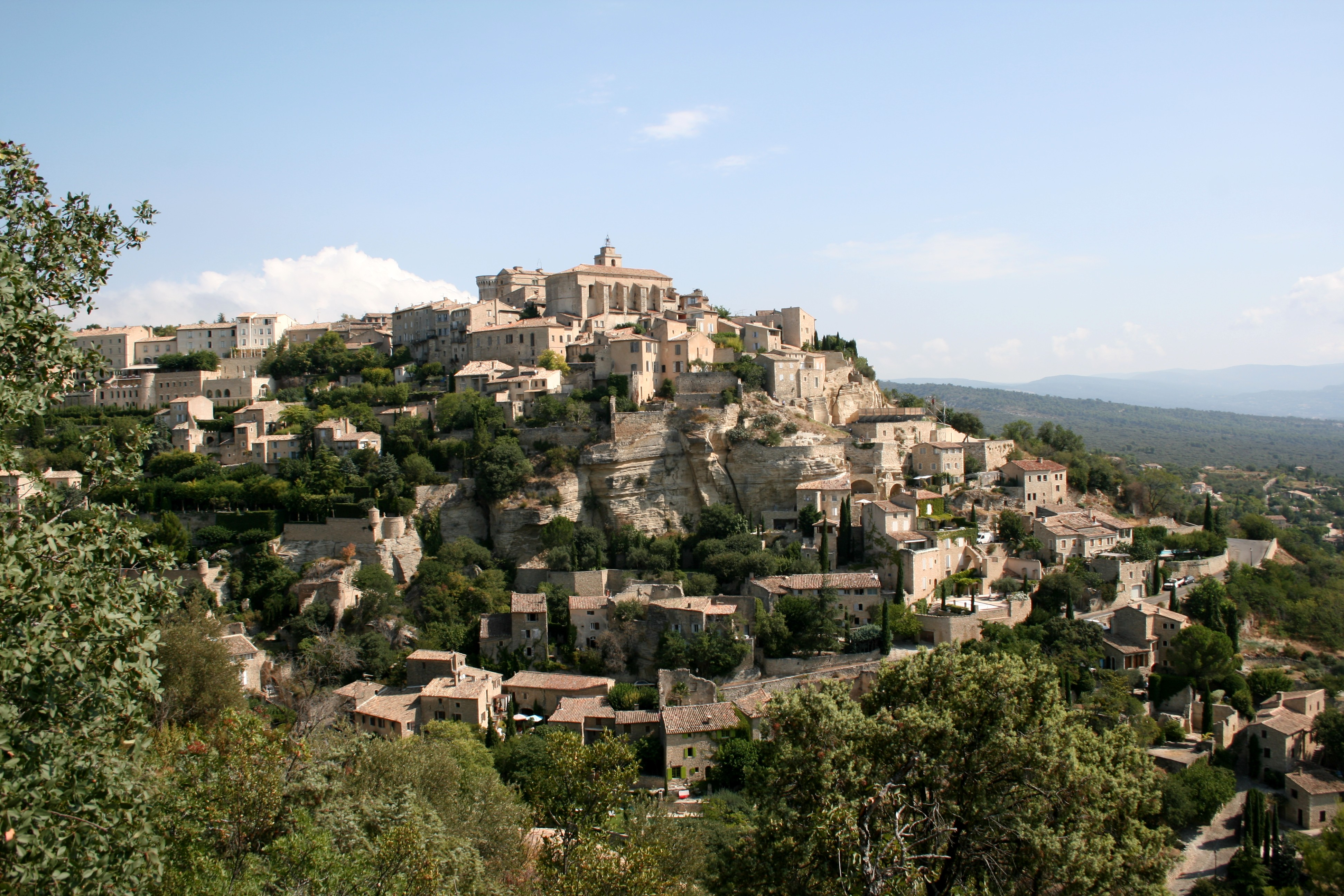
Gordes

Die Sommerurlaubszeit bricht an und Tausende von Touristen reisen in den Lubéron. Die Mayles besuchen eine typische französische „dinner-party“ in Gordes, auf der sie sich zunächst unwohl fühlen, jedoch einiges über die Art und Weise erfahren, wie Franzosen feiern. Im August findet auch ein großes Ziegenrennen statt, welches sich die Mayles begeistert ansehen.

### September
Ab September wird es wieder ruhig im Lubéron und die Touristen reisen ab. Die Arbeit an der Zentralheizung des Ehepaares wird abgeschlossen und sie sind endlich gewappnet für den bevorstehenden Winter. Die Jagdsaison beginnt und Peter Mayle besucht einen Weinspezialisten der Region, dem er viele Weine abkauft.

### Oktober
Mayle macht einen Ausflug nach Cavaillon, wo er in die Bäckerei „Chez Auzet“ geht und viele, für ihn bis dahin völlig unbekannte, Brotsorten und Backwaren kennenlernt. Zu Hause hat das Ehepaar mit einer Ameisenplage zu kämpfen, während das Wetter regnerisch, stürmisch und trüb wird.

### November
Das Ehepaar wird zum „chevaliers' dinner“ eingeladen. Hierbei handelt es sich um ein formelles Fest, bei dem sie Wein trinken, speisen und tanzen. Der Leser erfährt beispielsweise, dass Olivenöl, welches in England als Luxus gilt, in Frankreich als gewöhnlich angesehen wird.

### Dezember
Weihnachten naht, und die Mayles laden alle Handwerker, die an den Renovierungsarbeiten ihres Hauses mitwirken, einschließlich derer Frauen, zu einer Feier bei sich daheim ein. Auch die Arbeiten an ihrem Haus werden endlich abgeschlossen. An Heiligabend sitzen die Mayles zusammen und sind sich einig, dass sie sich in ihrem Haus und in der Provence wohl fühlen und dass sie weiterhin an diesem Ort leben wollen.

## Figuren

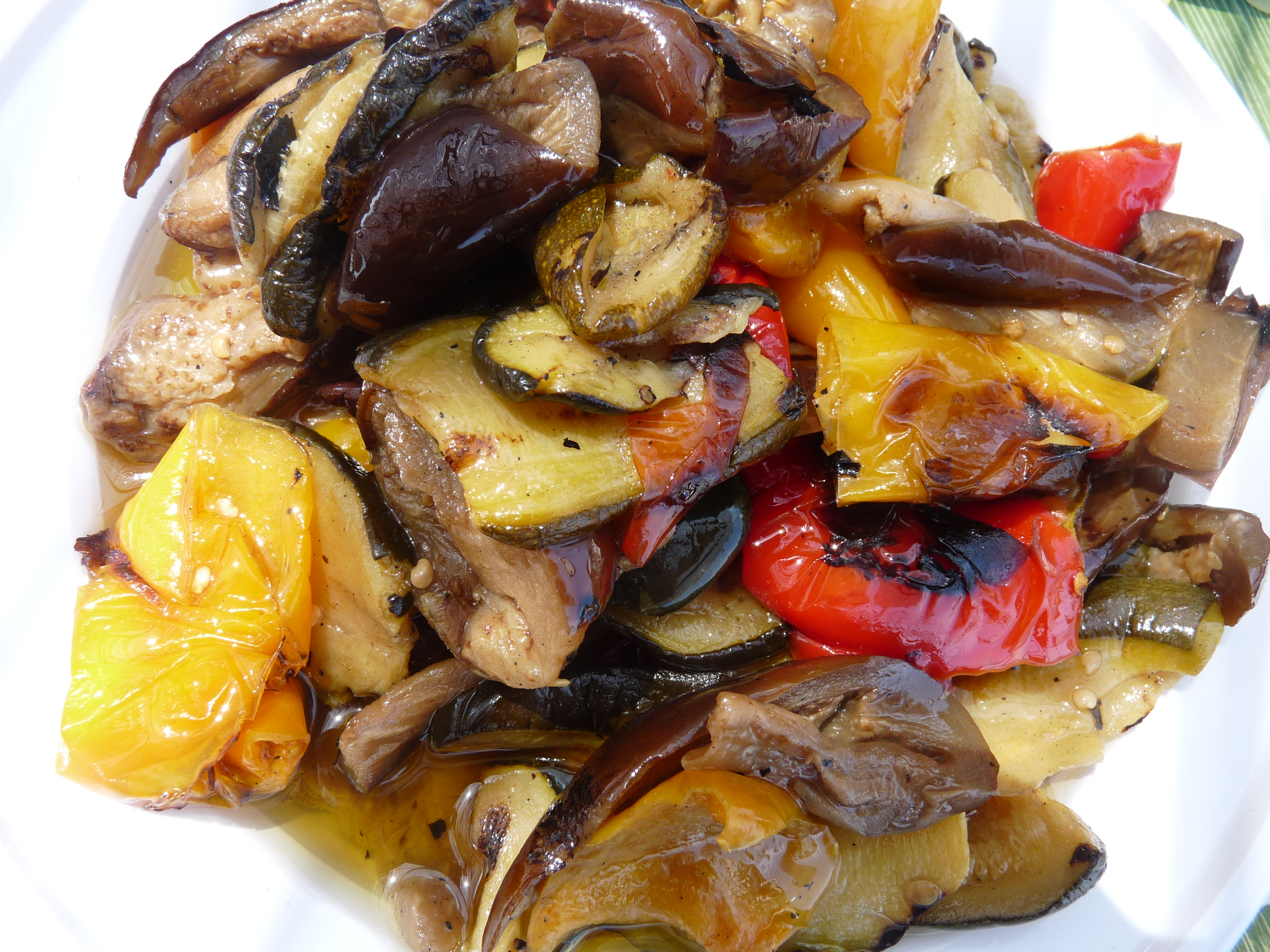
Ratatouille, eine Spezialität der Provence

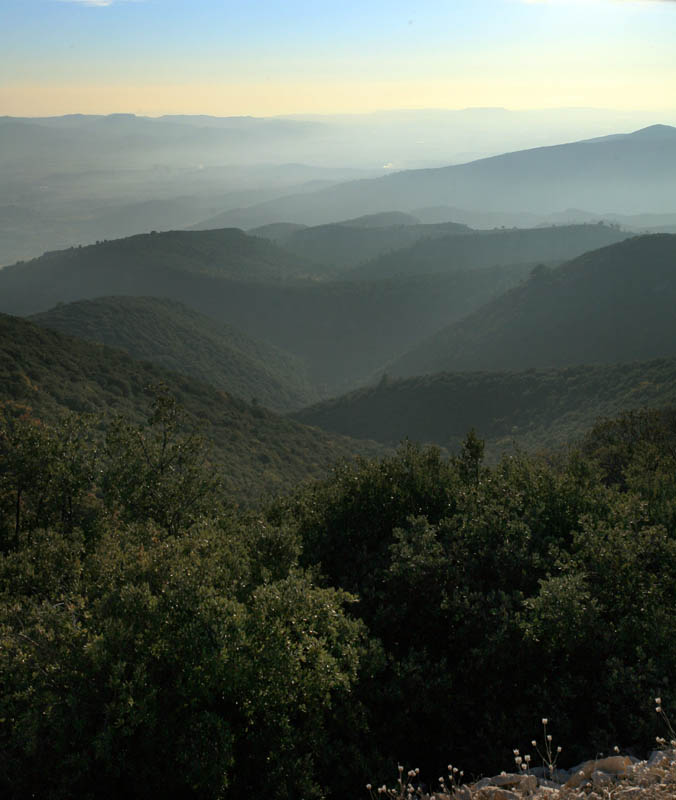
Grand Luberon

### Peter Mayle
Der Autor schwärmt für die französische Küche. Den kulturellen Eindrücken und Erfahrungen begegnet er offen. Zu Beginn des Buches hat Mayle noch Schwierigkeiten mit der französischen Sprache. Im Verlauf der Geschichte aber beobachtet der Leser seine Anpassung an die Kultur, die Traditionen und Bräuche. Als Hauptperson ist er die einzige Figur, bei der eine Entwicklung deutlich wird. 

### Mrs Mayle
Der Leser erfährt nie ihren Namen, Peter Mayle redet meist von „wir“ und „uns“. Sie begleitet ihren Mann gern auf Wochenmärkte und teilt seine Liebe zu der „cuisine provencale“.

### Faustin und Henriette
Das Ehepaar sind die Nachbarn der Mayles. Sie bewirtschaften das Weingut, das Peter Mayle und seine Frau mit dem Haus gekauft haben. Auf benachbarten Bauernhöfen hilft der etwas derbe Faustin mit der Schlachtung von Tieren. Nichtsdestotrotz ist er ein sympathischer, weichherziger Mensch. Seine Frau und er teilen traditionelle Ansichten und verurteilen Touristen, die Weinanbauflächen zu Tennis- oder Golfplätzen umbauen lassen. Er ist ein leidenschaftlicher Weinbauer und stolz auf sein Anbaugebiet, sowie auf seine Frau Henriette, die ihn tatkräftig unterstützt.

### Antoine Massot
Der Nachbar Massot wirkt auf den Leser eher ungepflegt. Er lebt mit seinen bissigen Hunden in einem düsteren Haus nahe dem der Mayles und geht gerne jagen. Meist scheint er fremdenfeindlich gegenüber Touristen, besonders den Deutschen. Dies rührt aus seiner Abneigung gegen die Camper, die angeblich auf seinem Grundstück oder in freier Natur ihren Müll zurücklassen. Im Dorf hat er den Ruf eines „schrulligen“ Alten, Mayle betont jedoch, dass er Massot trotz seiner Eigenarten gut leiden kann.

### Monsieur Menicucci
Der Chef-Klempner ist allzeit zur Stelle, wenn ein Problem bei den Mayles am Haus auftritt. Der hilfsbereite Handwerker vermittelt den Mayles Didier mit dessen Handwerkerteam für den Innenausbau ihres Hauses. Seine Zuverlässigkeit hängt aber stark von der von ihm empfundenen Dringlichkeit ab.

### Didier
Didier leitet den Handwerkertrupp, der die meisten Renovierungsarbeiten am Haus der Mayles vornimmt. Seine Zeitangaben deuten darauf hin, dass er auf Pünktlichkeit weniger Wert legt als auf Prestigegewinn oder Verdienst.

### Gäste aus England
Viele Freunde, aber auch weitläufige Bekannte fragen nach einer Unterkunft in dem Haus der Mayles, um einen günstigen Urlaub in der Provence machen zu können. Oft werden die Besucher lästig und können sich schwer in das Leben der Mayles einfinden, da sie nur eine kurze Zeit als Touristen dort verbringen.

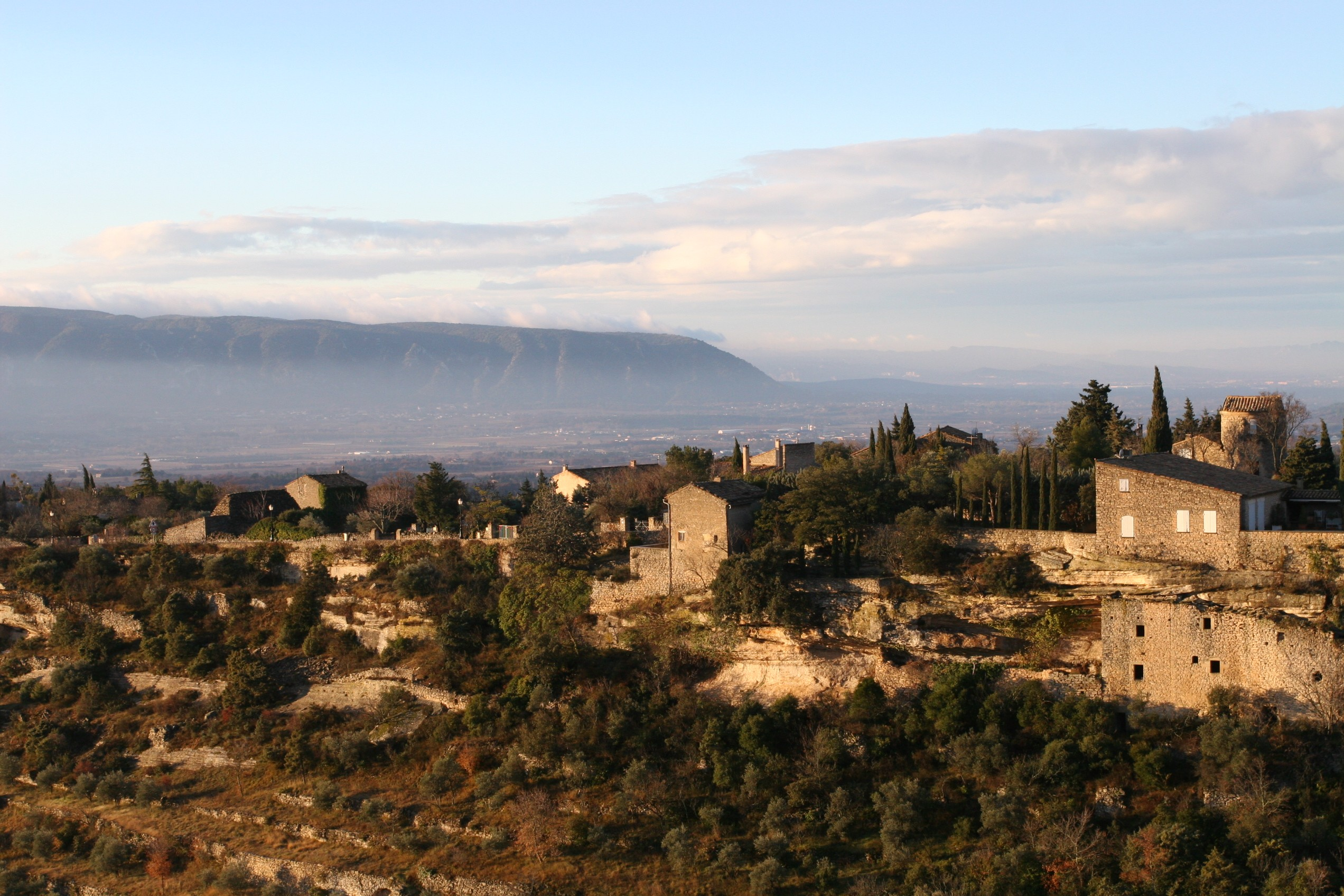
Petit Luberon

## Rezeption, Auswirkungen und Kritiken
Peter Mayles Bücher wurden in mehr als 20 Sprachen übersetzt und es gibt Verfilmungen seiner Werke Ein guter Jahrgang (Ein gutes Jahr) und „A Year in Provence“. Mayle hat bereits mehrere Auszeichnungen erhalten: 1989 wurde seinem Werk „A Year in Provence“ der British Book Award für die beste Reisegeschichte des Jahres verliehen und 1992 ernannte der British Book Award Peter Mayle zum Autor des Jahres. Zudem ist Mayle Träger des Titels „Chevalier de la Légion d'honneur“ (ein französischer Verdienstorden), welcher ihm von der französischen Regierung verliehen wurde.
Ménerbes wurde mit dem Buch über die Grenzen Frankreichs hin bekannt und als Tourismusziel attraktiv, obwohl es nach Auffassung mancher Kenner der Provence in der Enge des Städtchen kaum etwas überdurchschnittlich kulturhistorisch relevantes zu besichtigen gibt. Einige Stimmen behaupten jedoch auch, dass Mayles Werke das Luberon als Urlaubsziel für immer ruiniert habe. Die Vielzahl der ihn dort aufsuchenden Touristen, die unvermittelt auf seiner eigenen Terrasse auftauchten, vertrieb die Eheleute Mayle nach einigen Jahren jedoch selbst aus dem Ort und in die noble Umgebung der Hamptons, bevor sie sich nach vier Jahren in Lourmarin wieder in der Provence niederließen. Diesmal jedoch hütete er sich vor nachvollziehbaren Lagebeschreibungen seines Wohnortes. In jedem modernen Reiseführer werden weiterhin seine Bücher als Einstiegslektüre gepriesen.
Als Reaktion auf seine Bücher begründete sich außerdem eine regelrechte Literaturrichtung von ähnlichen pittoresken Büchern über englischsprachige Kulturaussteiger, Kochbüchern, Bildbänden und Reiseführern zum Thema Provence, die ihrerseits weitere Landsleute ermutigten zum Ruhestand hin ein Bauernhaus oder gar ein Landgut in Frankreich oder anderen Ländern zu erwerben und zu bewirtschaften. Andererseits gab es diese Art von Literatur schon fast zwanzig Jahre vor Mayle, als Kathrin Rüegg Kleine Welt im Tessin veröffentlichte, in dem sie den Ausstieg einer erfolgreichen Schweizer Geschäftsfrau um die 40 beim Aufbau eines verfallenen Tessiner Gehöfts auf humorvolle und zeitlose Art und Weise thematisierte. Die englischsprachigen humorvollen Nachfolger in autofiction waren unter anderem: Sarah Turnbull mit Almost French: A New Life in Paris (2003), Stephen Clarke mit A Year in the Merde (2004), Gully Wells mit The House in France: A Memoir (2011) und Christopher Hope mit Signs of the Heart: Love and Death in Languedoc (1999). Allenfalls James Graham Ballard mit Super-Cannes (2000) zeigte eine weniger rosigere Version des Lebens in Südfrankreich. Die kanadische Autorin Kathryn Borel ging in Corked: A Memoir (2008) sogar noch einen Schritt über Mayle, indem sie von einer gemeinsamen Weinverkostungsreise mit ihrem Vater durch Südfrankreich berichtet, indem der Kontakt zwischen beiden gewissermaßen hauptsächlich durch den Genuss des Weins entsteht, wie der ambivalente Untertitel Fear and loathing in Bordeaux: A daughter and her dad hit the bottle and hit the road, womit in Anlehnung an Fear and Loathing in Las Vegas gleichermaßen die Assoziationen eines Roadmovie aufkommen. Das erfolgreichste Imitat des Buchs handelte jedoch von einer ganz anderen europäischen Kulturlandschaft, der Toskana. Frances Mayes, eine Professorin der San Francisco State University, berichtete in Under the Tuscan Sun (Chronicle Books, 1996) wie ihr Ehemann und sie eine alte Villa in der Toskana erwarben und sie grundlegend renovierten. Für den Erfolg war das Timing, das ähnliche Thema, der kulturelle Anreiz und der humoristische Stil ausschlaggebend. Auch dieses Buch zog eine Adaption im Film nach sich: Unter der Sonne der Toskana (2003), mit Diane Lane in der Hauptrolle.
Bei der rechtsnationalen Front in Aix-en-Provence hingegen ist „Mein Jahr in der Provence“ dermaßen verhasst, weil man es für den gesteigerten Zuzug ausländischer Touristen und Neusiedler verantwortlich machte. Inzwischen gibt es sozioökonomische Analysen, die eine signifikante Zunahme von britischen Immobilienkäufen in Südfrankreich von 1984 2.000 (1984) über 14.000 (1989) bis hin zu geschätzten 200.000 im Jahr 2000 verzeichnen und durchaus auf die Korrelation zu Mayles Büchern hin verweisen.

### Rezensionen und Kritiken zu „Mein Jahr in der Provence“
- Tilman Steffen: „Man kann es immer wieder lesen. Was der Engländer Peter Mayle über seine Ankunft in den von Lavendel gesäumten Bergen des Luberon schreibt, verstärkt das schöne Gefühl, im Urlaub zu sein. Die Story ist simpel, seinen Leser aber macht Mayle süchtig. Einem ersten Wahrhaftigkeitstest unterzog ich das Buch auf der Couch eines Landhauses in Südfrankreich. Tagsüber las ich von Ramon, dem Gipser und Didier, dem Maurer, abends konnten wir Mayles Welt mit den echten Franzosen vergleichen: auf einem Sommerfest im nahen Dorf bei Wein und Entenbrust. Am besten ist die Stelle, als Didier mit ein paar Kollegen einen zentnerschweren Steintisch durch die Tür eines Hauses hievt. In einer solchen Situation sei jeder Franzose ein Experte, schreibt Mayle und zeigt, was wahre Führung ist: „Didier wartete, bis alle ausgeredet hatten und befahl dann, was zu tun sei.“ Die Bundeskanzlerin sollte dieses Buch lesen.“[23]
- „Der Roman ist örtlich in der authentischen Landschaft verankert. Durch das Lokalkolorit ist das Buch gleichermaßen Roman wie Reiseführer und bietet eine erfrischende Mischung aus Dorfanekdoten, Sightseeing- und Restauranttipps und kulinarischem Anschauungsunterricht. Britischer Humor gepaart mit französischem Charme, die Unzulänglichkeiten des Alltags mit einem Augenzwinkern betrachtend und beschreibend, als wäre man leibhaftig an Ort und Stelle.“[24]
- „A Year in Provence is a light-hearted autobiography as well as a travel/restaurant guide and cultural study of the south of France. (...) His humorous yet affectionate approach will make you long for France, particularly the south, whether or not you've ever been there. (...) Whether you are interested in learning more about French, „the Hexagon“, or cuisine française, A Year in Provence is the book to get you started on your cultural discovery of the south of France“.[25]
  - („Mein Jahr in der Provence ist eine leichtfüßige Autobiographie, so wie gut wie ein Reise/Restaurantführer und eine kulturelle Studie über den Süden Frankreichs (...) Die humorvolle wie gefühlmäßige Annäherung wird sie für Frankreich einnehmen, speziell den Süden, ob sie nun einmal dort waren oder noch nicht. (...) Ob sie nun interessiert daran sind, mehr über die Franzosen kennenzulernen, „das Hexagon“, die französische Küche, Mein Jahr in der Provence ist das Buch, mit dem man die kulturelle Entdeckungsreise Südfrankreichs starten sollte“.)
- „Es ist allerdings nicht zu verhehlen, dass in Büchern wie (...) Mein Jahr in der Provence ein etwas nostalgisches Bild der Provence entworfen wird“.[26]
- „The two books - especially the first - are classic examples of pastoral travel narrative. Their accent is less on movement than on a nostalgic appreciation for a regional way of life which, though imperiled, remains recalcitrant to change. (...) The Luberon, for Mayle and a string of fortunate (...) visitors, is a gourmet's paradise: a place where food, in plentiful supply, is rightly treasured - especially by those who are relieved of the burden of producing it. Mayle (...) places unashamed emphasis on leisure (...).“[27]
  - („Die zwei Bücher - speziell das erste - sind klassische Beispiele für eine pastorale Reiseerzählung [Anmerkung: pastoral steht im literarischen Englisch auch für ein Schäferidyll und nicht nur für die Umschreibung ländlich.] Ihre Betonung liegt weniger auf der Bewegung als auf der nostalgischen Würdigung einer regionalen Lebensart, die, obwohl gefährdet, widerspenstig gegenüber Veränderungen bleibt. (...) Der Luberon, für Mayle und einen Strom von glücklichen (...) Besuchern ist ein Gourmet-Paradies: Ein Platz, wo das Essen, in wunderbarer Auswahl, der wahre Schatz ist - speziell für jene, die nicht die Bürde tragen müssen, diese zu produzieren. Mayle (...) betont dabei unverschämt den Müßiggang (...).“)
- Bill Bryson kritisierte den unterschwelligen Druck, den Verlage, Herausgeber und Lektoren auf Reiseschriftsteller seitdem ausgeübt hätten, weil man sich ähnliche Bücher wie „Mein Jahr in der Provence“ oder „Ein gutes Jahr“ im jeweiligen Verlagsprogramm gewünscht habe, was sicherlich aus deren ökonomischer Sicht nachvollziehbar gewesen sei. Doch könne man vom Publikum nicht erwarten, ständig das ewig ähnlich verlaufende Buch neu lesen zu wollen.[28]

### Adaption als Fernsehserie
Im Zuge des Erfolgs des Buches „A Year in Provence“ produzierte Ken Riddington für die BBC eine gleichnamige vierteilige Mini-Serie, die 1993 in Großbritannien erstmals ausgestrahlt wurde und bei der David Tucker Regie führte. In den Hauptrollen sind John Thaw als Peter Mayle und Lindsay Duncan als Annie Mayle zu sehen. In einer Nebenrolle trat Alfred Molina als Tony Havers auf. Jede Episode dauert 90 Minuten und behandelt, angelehnt an den Aufbau des Buches, das Leben der Mayles in der Provence während einer Jahreszeit. Die Handlung orientiert sich sowohl an A Year in Provence als auch an dem 1991 von Mayle verfassten Reisebericht Toujours Provence, jedoch wurden auch ganz neue Handlungsstränge eingebaut. Besonders unterscheidet sich die Serie von dem Buch bezüglich der Rolle der Ehefrau Peter Mayles’, die in der Serie als eigenständige Figur auftritt.
Während das Buch humorvoll anpassungsunfähige Touristen und die lokalen Eigenarten der Provence beschreibt, legt die Serie ihr Hauptaugenmerk auf Konflikte zwischen den verschiedenen Figuren: Der zurückgezogen lebende Nachbar Massot (Rivière in der Serie) wird als dunkle, geradezu furchterregende Figur dargestellt. Peter Mayle ist in der Serie weniger der adaptionswillige, bemühte Engländer, sondern ein ungeduldiger Charakter, der mit den Eigenarten der Landbevölkerung nicht zurechtkommt. In einem Interview äußerte sich der Autor Mayle enttäuscht über die Verfilmung und kritisierte die Darstellung seiner selbst: „It came across as a story about retirement which was a long way from the truth. And John Thaw, who played me, seemed to be in a perpetually bad mood, whereas I was absolutely delighted with new life in France“. („Die Geschichte kam als eine über meinen Ruhestand herüber, was nichts mit Wahrheit zu tun hatte. Und John Thaw, der mich verkörperte, schien in permanenter schlechter Laune zu sein, während ich absolut erfreut über mein neues Leben in Frankreich war“). Die Serie wurde größtenteils negativ rezipiert; unter anderem belegt sie den zehnten Platz auf einer Liste der 50 schlechtesten UK-TV-Shows des irischen Journalisten John Naughton.

## Ausgaben
- Mein Jahr in der Provence. („A year in Provence“). Illustrationen von Judith Clancy, Aus dem Englischen von Gerhard Beckmann. Droemer Knaur, München 1992, ISBN 3-426-03248-1.
- Mein Jahr in der Provence. („A year in Provence“). Droemer, München 2000, ISBN 3-426-61744-7.